# Тортильони
Тортильони (итал. tortiglioni, tortiglione) — это разновидность пасты, похожая на ригатони, но более крупная и с более глубокими углублениями, которые спирально обвивают макароны .
Они получили своё название от латинского слова «torrere», которое означает «крутить» 
Это универсальный и одновременно оригинальный формат пасты, который традиционно сочетается с плотными соусами. Форма этой пасты идеально удерживает соус как внутри себя, так и на поверхности между витков спирали, позволяя ему в полной мере раскрыть всю палитру своих ароматов. К тортильони лучше всего подходят густые выдержанные соусы – например, мясные или сливочные соусы с грибами. Тортильони также идеальны для запекания и, так же как ригатони, или любая другая паста среднего размера, идеально сочетаются с соусами на основе овощей, с соусом из грибов, на основе сыра.